# Municipio de Pāvilosta
El municipio de Pāvilostas (en letón: Pāvilostas novads) es uno de los ciento diez municipios de Letonia, se encuentra localizado en el suroeste de dicho país báltico. Fue creado durante el año 2009 después de una reorganización territorial. La capital es la villa de Pāvilosta.
El 1 de julio de 2021, el municipio de Pāvilosta dejó de existir y su territorio se fusionó con el municipio de Kurzeme Meridional.

## Subdivisiones
- Pāvilosta (villa)
- Vērgales pagasts (zona rural)
- Pāvilostas pagasts (zona rural)
- Sakas pagasts (zona rural)

## Población y territorio
Su población se encuentra compuesta por un total de 3.256 personas (2009). La superficie de este municipio abarca una extensión de territorio de unos 515,2 kilómetros cuadrados. La densidad poblacional es de 6,32 habitantes por cada kilómetro cuadrado.